# カラス州
カラス州（カラスしゅう、英語: ǁKaras Region / !Karas Region）は、ナミビア最南端の州。2013年8月8日まではKaras Regionとつづられていたが、州内現地語のひとつナマ語（コイコイ語）に合わせ現州名へ変更された。州名の頭文字である「[ǁ]」は歯茎側面吸着音と呼ばれる子音を表す記号であり、環境によっては表示できないためしばしば「!」が代用されている。

## 概要
独立後の1992年8月31日に設置。その名前はカラス山脈の南側が地域に存在することに由来する。
面積はナミビアの州の中では最も大きいが、反面人口は10万人にも満たない。またその半数が5つの都市に居住している。カラス州の都市としてはケートマンスフープ, カラスブルグ, リューデリッツが挙げられる。この地域は小規模な農村地帯と、大部分のヒツジ・ヤギといった牧畜地帯によって構成される。港湾都市のリューデリッツでは、漁業と造船業が盛んで、海岸沿いから沖合いにかけてはダイヤモンド生産地域がある。ほかに亜鉛・銅・スズ・銀・大理石・セメントやガラスの原材料が採掘可能である。この地域の経済成長の可能性は無視できないが、徹底的な開発が必要である。ダイヤモンド鉱山に由来する利益によって多くの税収が上げられる可能性を持つ。観光資源としてはアイアイ地域のアイアイ温泉、フィッシュ川渓谷、野生動物鑑賞などがある。

## 隣接州
- ハルダプ州
- 北ケープ州

## 住民
| 家庭で話される言語（カラス州 2001） | 家庭で話される言語（カラス州 2001） | 家庭で話される言語（カラス州 2001） | 家庭で話される言語（カラス州 2001） | 家庭で話される言語（カラス州 2001） |
| ----------------------------------- | ----------------------------------- | ----------------------------------- | ----------------------------------- | ----------------------------------- |
|                                     |                                     |                                     |                                     |                                     |
| アフリカーンス語                    | アフリカーンス語                    |                                     | 40%                                 | 40%                                 |
| コイコイ語                          | コイコイ語                          |                                     | 26%                                 | 26%                                 |
| オヴァンボ語                        | オヴァンボ語                        |                                     | 23%                                 | 23%                                 |

## 交通
鉄道と2つの道路は南アフリカ共和国への交通手段となっている。ほとんどの幹線道路は舗装されている。
- 国道B1号
- 国道B4号